# Áyios Pétros (ort i Grekland)
Áyios Pétros är en ort i Grekland.   Den ligger i prefekturen Arkadien och regionen Peloponnesos, i den södra delen av landet, 130 km sydväst om huvudstaden Aten. Áyios Pétros ligger 790 meter över havet och antalet invånare är 857.
Terrängen runt Áyios Pétros är kuperad. Runt Áyios Pétros är det glesbefolkat, med 16 invånare per kvadratkilometer. Närmaste större samhälle är Aléa, 17,5 km nordväst om Áyios Pétros. 